# Maximiliano, Príncipe Herdeiro da Saxônia
Maximiliano da Saxónia, (13 de abril de 1759 - 3 de janeiro de 1838) foi um príncipe alemão e membro da casa de Wettin.
Era a sexta criança, mas terceiro filho e o mais novo sobrevivente do Frederico Cristiano, Eleitor da Saxônia e da princesa Maria Antónia da Baviera.

## Vida
Por ser o mais novo da família, Maximiliano tinha poucas hipóteses de herdar o Eleitorado da Saxónia.
Contudo, em 1800, Maximiliano estava em terceiro lugar na linha de sucessão uma vez que todas as crianças dos seus dois irmãos mais velhos, Frederico Augusto e António, morreram na infância (excepto a princesa Maria Augusta, a única filha sobrevivente de Frederico Augusto). Depois da criação do Reino da Saxónia em 1806, Maximiliano tornou-se príncipe da Saxónia.
Após a morte de Frederico Augusto em 1827, António subiu ao trono. Maximiliano passou então a estar em primeiro lugar da linha de sucessão ao trono da Saxónia, recebendo o título de príncipe-herdeiro. No entanto, três anos depois, no dia 1 de setembro de 1830, durante os Distúrbios de Outono, renunciou aos seus direitos de sucessão em favor do seu filho mais velho, Frederico Augusto. Morreu oito anos depois, aos setenta-e-nove anos de idade.

## Casamento e descendência
Maximiliano casou-se, por procuração, no dia 22 de abril de 1792, e novamente em pessoa no dia 9 de maio de 1792 em Dresden com a princesa Carolina de Parma, filha de Fernando, Duque de Parma e da arquiduquesa Maria Amália da Áustria, uma cunhada do seu tio Alberto Casimiro, Duque de Teschen. Maximiliano e Carolina tiveram oito filhos:
1. Amália da Saxônia (10 de agosto de 1794 - 18 de setembro de 1870), escritora e compositora. Ela morreu solteira e sem filhos.
2. Maria Fernanda da Saxônia (27 de abril de 1796 - 3 de janeiro de 1865), casou-se em 1821 com Fernando III da Toscana, sem descendência.
3. Frederico Augusto II da Saxônia (18 de maio de 1797 - 9 de agosto de 1854), o primeiro rei da Saxônia. Casou-se primeiramente com Maria Carolina da Áustria, e depois com Maria Ana da Baviera; nenhuma descendência de ambos os casamentos, embora ele tivesse um filho ilegítimo.
4. Clemente da Saxônia (1 de maio de 1798 - 4 de janeiro de 1822), morreu solteiro e sem descendência.
5. Maria Ana da Saxônia (15 de novembro de 1799 - 24 de março de 1832), casou-se em 1817 com Leopoldo II da Toscana, com descendência.
6. João I da Saxônia (12 de dezembro de 1801 - 29 de outubro de 1873), rei da Saxônia. Casou-se com a princesa Amélia Augusta da Baviera; com descendência.
7. Maria Carlota da Saxônia (8 de maio de 1802 - 20 de abril de 1804), morreu na infância depois de contrair varíola.
8. Maria Josefa da Saxônia (6 de dezembro de 1803 - 17 de maio de 1829), casou-se em 1819 com o rei Fernando VII de Espanha, sem descendência.

O seu segundo casamento aconteceu, por procuração, no dia 15 de outubro de 1825 e em pessoa no dia 7 de novembro de 1825 com a princesa Luísa de Parma, filha do rei Luís I da Etrúria e sobrinha da sua primeira esposa. A sua segunda esposa era quarenta e três anos mais nova e os dois não tiveram filhos.

## Genealogia
| Maximiliano da Saxónia | Pai: Frederico Cristiano, Eleitor da Saxônia | Avô paterno: Augusto III da Polónia                       | Bisavô paterno: Augusto II da Polónia                               |
| Maximiliano da Saxónia | Pai: Frederico Cristiano, Eleitor da Saxônia | Avô paterno: Augusto III da Polónia                       | Bisavó paterna: Cristiana Everadina de Brandemburgo-Bayreuth        |
| Maximiliano da Saxónia | Pai: Frederico Cristiano, Eleitor da Saxônia | Avó paterna: Maria Josefa da Áustria                      | Bisavô paterno: José I do Sacro Império Romano-Germânico            |
| Maximiliano da Saxónia | Pai: Frederico Cristiano, Eleitor da Saxônia | Avó paterna: Maria Josefa da Áustria                      | Bisavó paterna: Guilhermina Amália de Brunsvique-Luneburgo          |
| Maximiliano da Saxónia | Mãe: Maria Antónia da Baviera                | Avô materno: Carlos VII do Sacro Império Romano-Germânico | Bisavô materno: Maximiliano II Emanuel, Príncipe-Eleitor da Baviera |
| Maximiliano da Saxónia | Mãe: Maria Antónia da Baviera                | Avô materno: Carlos VII do Sacro Império Romano-Germânico | Bisavó materna: Theresa Kunegunda Sobieska                          |
| Maximiliano da Saxónia | Mãe: Maria Antónia da Baviera                | Avó materna: Maria Amália da Áustria                      | Bisavô materno: José I do Sacro Império Romano-Germânico            |
| Maximiliano da Saxónia | Mãe: Maria Antónia da Baviera                | Avó materna: Maria Amália da Áustria                      | Bisavó materna: Guilhermina Amália de Brunsvique-Luneburgo          |